# Sphaerostephanos taiwanensis
Sphaerostephanos taiwanensis är en kärrbräkenväxtart som först beskrevs av Carl Frederik Albert Christensen, och fick sitt nu gällande namn av Holtt. och John Kuo. Sphaerostephanos taiwanensis ingår i släktet Sphaerostephanos och familjen Thelypteridaceae. Inga underarter finns listade.